# Đạo tràng

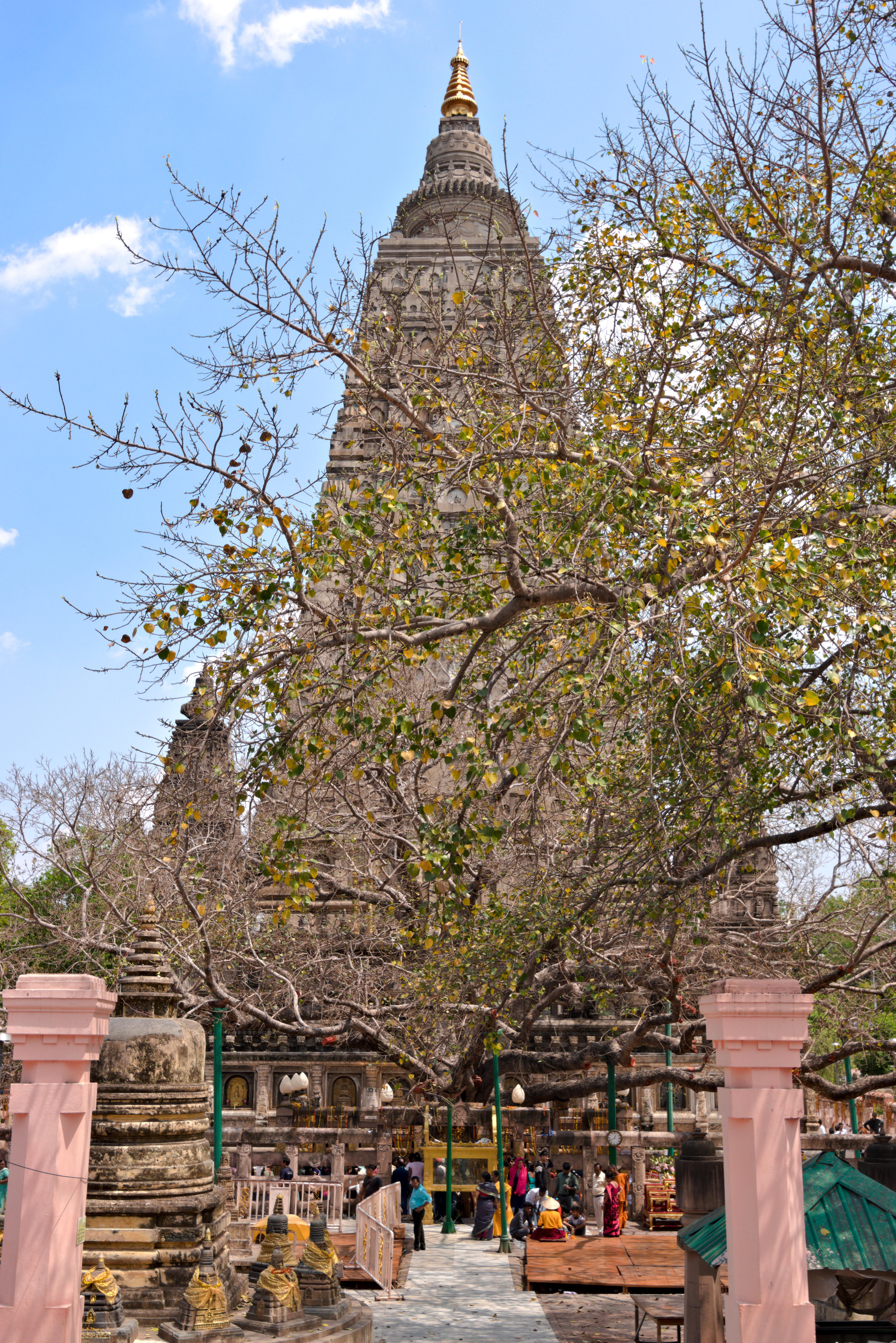
Địa danh Bồ Đề Đạo tràng với chùa Mahabodhi và Cội Bồ-đề là thánh địa của Phật giáo

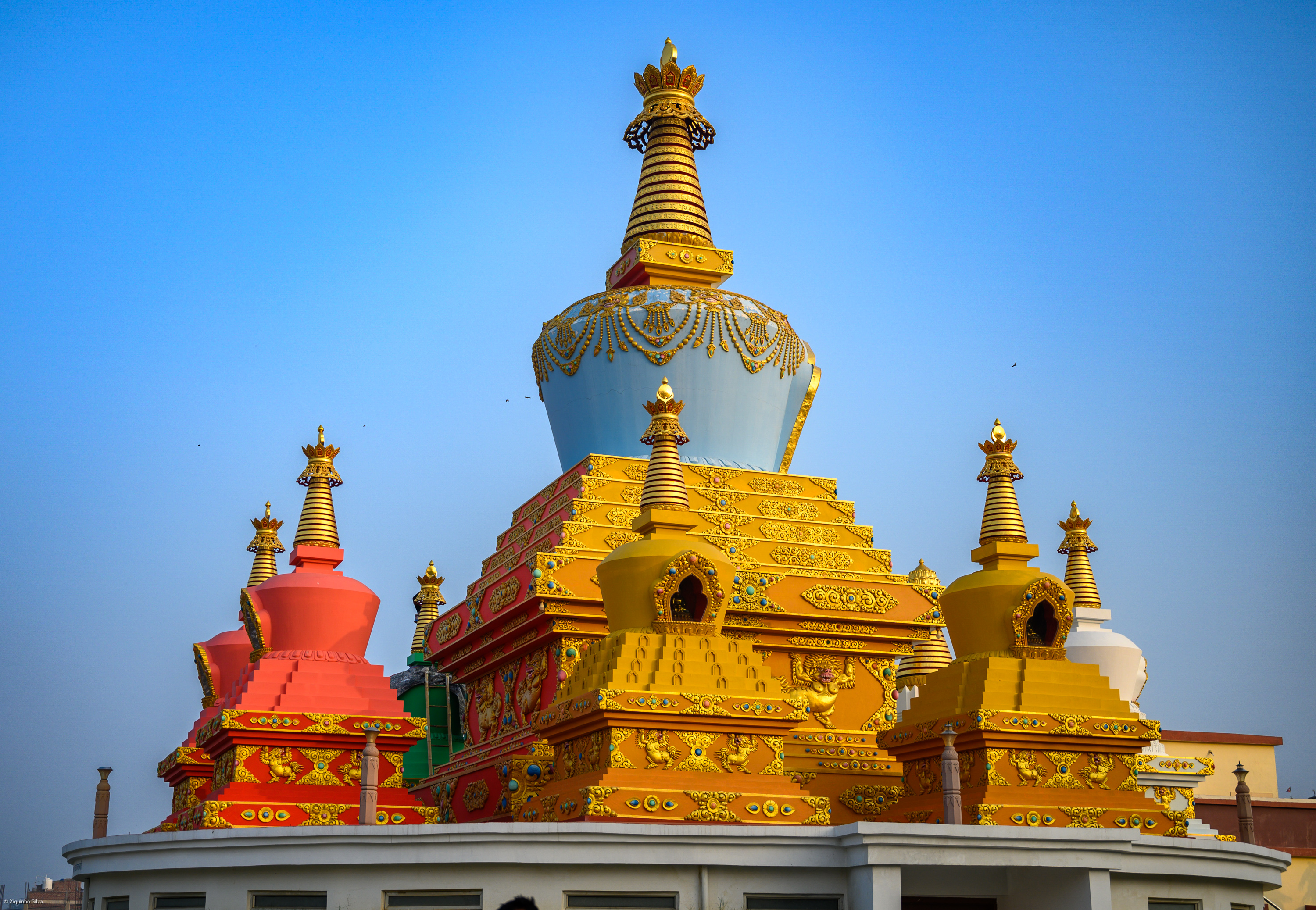
Kiến trúc bảo tháp Cetiya tại Bồ đề Đạo tràng

Đạo tràng (tiếng Phạn: Bodhimaṇḍa; chữ Hán: 道場, bính âm: Dàochǎng; chữ Nhật: Dōjō) là một thuật ngữ được sử dụng trong Phật giáo có nghĩa là "nơi thức tỉnh" hoặc "căn bản của sự giác ngộ" để chỉ về một nơi chốn tu hành. Theo nhà nghiên cứu Phật giáo Haribhadra thì đạo tràng là "một nơi được sử dụng như một nơi tọa thiền, nơi bản chất của sự giác ngộ hiện diện". Trong vũ trụ học Phật giáo thì Đạo tràng (Bodhimaṇḍa) cũng được coi là trung tâm hoặc cái rốn của cõi giới, tức là một kết giới trục vũ trụ (Axis mundi) kết nối cõi giới thần thánh và thế giới phàm tục, cõi trần thế. Đạo tràng là nơi thực hiện các hoạt động tu hành như thuyết giảng, chuyển duyên, phúc quả, cúng dường do chư tăng thực hiện nên mọi nơi dùng để tu hành Phật pháp đều được coi là đạo tràng, theo một cách nghĩa rộng hơn, đạo tràng đại diện cho vị trí địa lý và thời gian tương ứng với hoạt động tu hành của các tu sĩ Phật giáo. Đây là từ nguyên gốc từ tiếng Phạn là Bodhi-manda, là từ chỉ nơi Đức Phật Cồ Đàm thành đạo, nên đạo tràng cũng thường được gọi là pháp tọa (Vajrāsana).

## Tổng quan
Trong Phật giáo thì “đạo tràng” không chỉ đơn thuần là một địa điểm thực thể hữu hình mà còn là biểu tượng Phật giáo về sự phát tâm từ bi, hạnh nguyện và tu hành theo lời dạy của Đức Phật, đạo tràng chỉ nơi tu hành của các cao tăng đắc đạo, nhưng về mặt kỹ thuật, nó có thể được dùng để chỉ nơi giác ngộ của bất kỳ Đức Phật hay Bồ Tát. Trong Mật giáo, khi tu hành Đạo già, người tu tập phải chọn một nơi nhất định, lập một vị trí đắc địa, sau đó xây cất, dựng lên một đạo tràng bản tôn (tiếng Tây Tạng: Byang chub snying po) để thực hiện tu trì. Mục đích của việc này là để quán tướng thân Phật ở các thế giới khác là Bản tôn, hoặc để hòa hợp quán tâm minh và Bản tôn lại với nhau. Đạo tràng không chỉ đơn thuần là một tên gọi cho chùa chiền, thiền viện mà còn là biểu hiện của các nơi thực hành Phật pháp. Đạo tràng thường được các Phật tử hành hương viếng thăm, và một số đã trở thành các điểm đến du lịch tâm linh phổ biến. Trong nhiều hình thức Phật giáo, người ta tin rằng những đạo tràng là những nơi thanh tịnh về mặt tâm linh, hoặc có lợi lạc cho việc thiền định và giác ngộ.

## Các đạo tràng

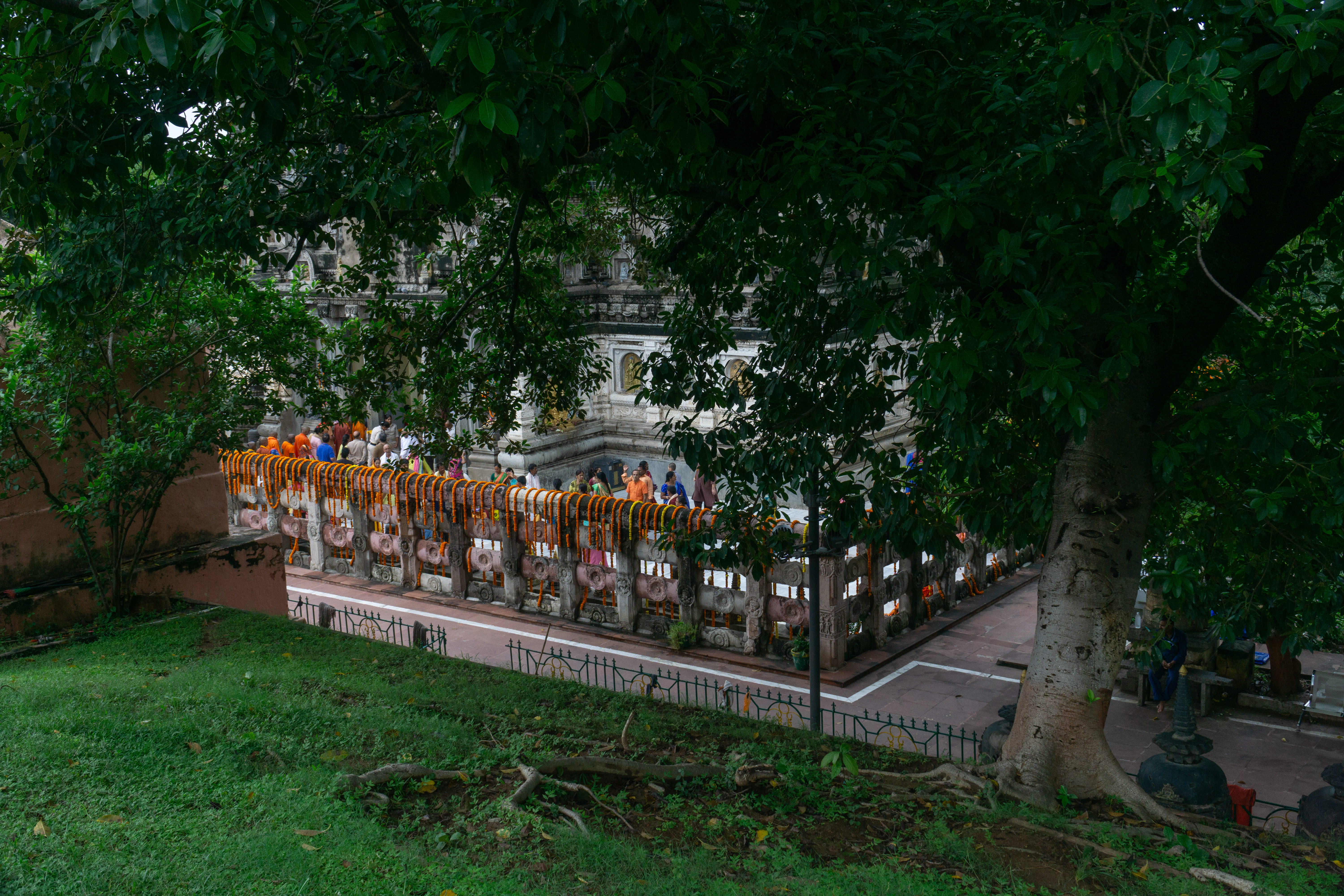
Chùa Đại Giác tự tại Bồ đề Đạo tràng

- Pháp tọa Kim cương Vajrasana hay Kim cương tọa ở Bồ Đề Đạo tràng là nơi Đức Phật thành đạo.
- Núi Potalaka (Phổ Đà lạc sơn) là nơi Đức Quán Thế Âm thành đạo.
- Phổ Đà Sơn là nơi đầu tiên Quán Thế Âm Bồ Tát phổ độ chúng sinh.
- Nga Mi Sơn là nơi ngự của Phổ Hiền Bồ tát (Samantabhadra).
- Ngũ Đài sơn gắn liền với Văn Thù bồ tát (Mañjuśrī).
- Cửu Hoa Sơn gắn liền với Địa Tạng Bồ Tát.